# Salut
Salut is een bestuurslaag in het regentschap Noord-Lombok van de provincie West-Nusa Tenggara, Indonesië. Salut telt 3219 inwoners (volkstelling 2010).